# 名間郷
名間郷（ミンジエン/めいかん/なま-きょう）は台湾南投県の郷。

## 歴史
旧称は「湳仔」（台湾語：Làm-á、「沼地」の意味）であったが、日本統治時代の1920年（大正9年）に発音の類似より和風地名「名間」（なま）に改称されている。

## 行政区
| 地区   | 村                                                                     |
| ------ | ---------------------------------------------------------------------- |
| 名間   | 中山村、中正村、南雅村、新民村、濁水村、仁和村                         |
| 松柏坑 | 新厝村、崁脚村、炭寮村、赤水村、竹囲村、三崙村、松柏村、松山村、埔中村 |
| 大庄   | 大庄村、田仔村、廍下村、大坑村                                         |
| 新街   | 新街村、東湖村、新光村、万丹村                                         |

## 歴代郷長
| 代 | 氏名 | 任期 |
| -- | ---- | ---- |

## 教育

### 国民中学
- 南投県立名間国民中学
- 南投県立三光国民中学

### 国民小学
| - 南投県立名間国民小学 - 南投県立新民国民小学 - 南投県立中山国民小学 | - 南投県立名崗国民小学 - 南投県立弓鞋国民小学 - 南投県立田豊国民小学 | - 南投県立新街国民小学 - 南投県立僑興国民小学 |

## 交通
| 種別     | 路線名称 | その他 |
| -------- | -------- | ------ |
| 鉄道     | 集集線   | 濁水駅 |
| 高速道路 | 国道3号  | 名間IC |
| 省道     | 台3線    |        |
| 省道     | 台16甲線 |        |

## 観光
- 松柏嶺

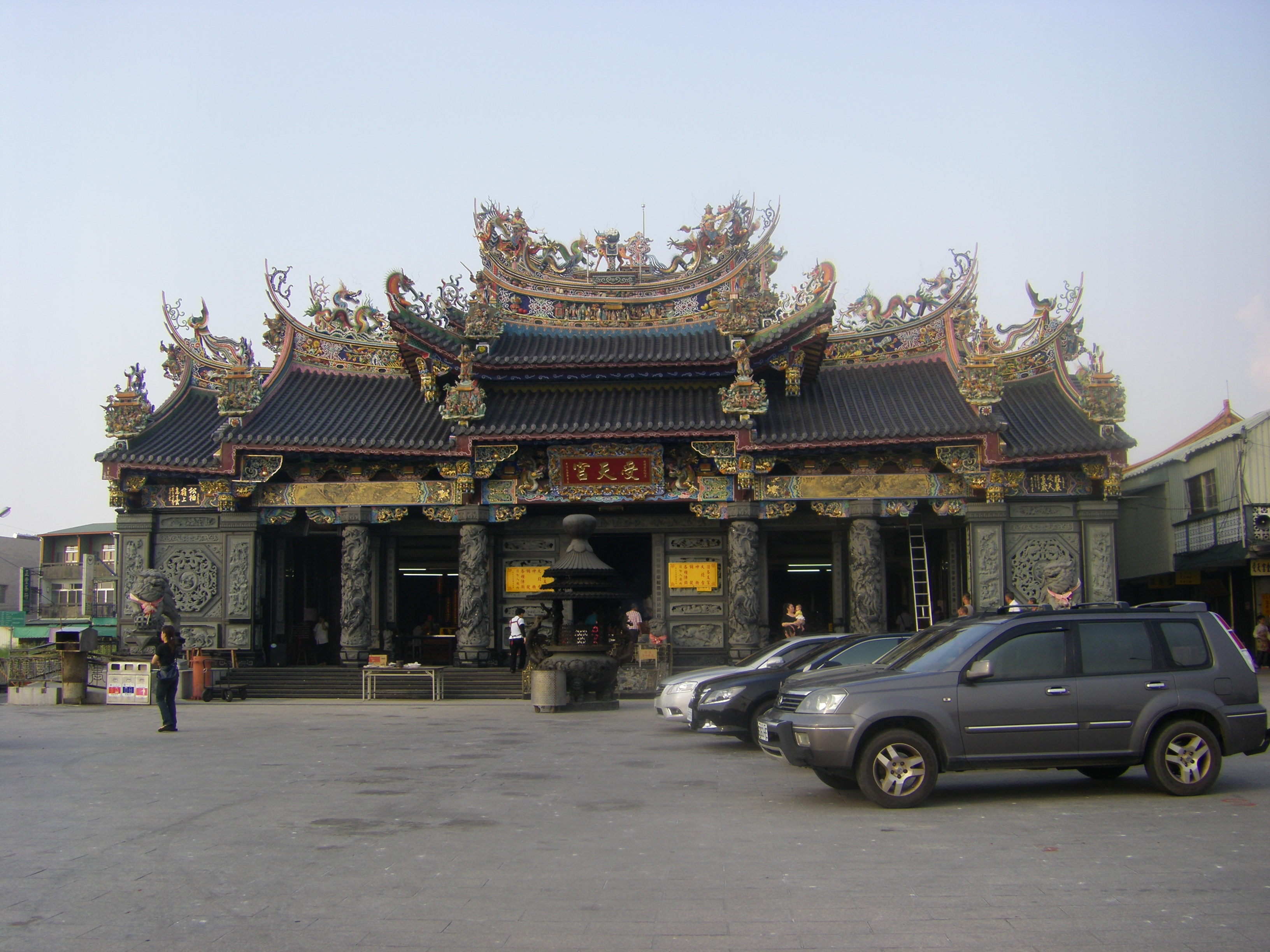
松柏嶺受天宮

  - 松柏嶺受天宮（敷地の一部は彰化県二水郷にも跨ぐ）
- 霊山禅寺
- 白毫禅寺
- 桂花森林
- 永済義渡碑
- 京麟彫刻文化公園
- 地震公園